# Longmire
Longmire es una serie de televisión estadounidense transmitida en sus tres primeras temporadas por A&E, estrenada el 3 de junio de 2012  y cancelada a finales de agosto de 2014 tras su tercera temporada. Fue renovada en el mes de noviembre del mismo año para una cuarta temporada emitida por Netflix.
Se trata de la adaptación de las novelas de Craig Johnson.

## Reparto y personajes

### Actores principales
- Robert Taylor como Walt Longmire.
- Katee Sackhoff como Victoria "Vic" Moretti.
- Bailey Chase como Branch Connally.
- Cassidy Freeman como Cady Longmire.
- Adam Bartley como "The Ferg" Ferguson.
- Lou Diamond Phillips como "Henry" Standing Bear.

### Actores recurrentes
- Louanne Stephens como Ruby.
- Zahn McClarnon como Chief Mathias.
- Louis Herthum como Omar.
- Katherine LaNasa como Lizzie Ambrose.
- A Martinez como Jacob Nighthorse.
- Charles S. Dutton como Detective Fales.
- Gerald McRaney como Barlow Connally.
- Michael Mosley como Sean Moretti.
- John Bishop como Bob Barnes.
- Lee Tergesen como Ed Gorski.
- Peter Weller como Lucian Connally.

## Episodios
| Temporada | Temporada | Episodios | Emisión original         | Emisión original         | Medios de difusión |
| Temporada | Temporada | Episodios | Inicio                   | Final                    | Medios de difusión |
| --------- | --------- | --------- | ------------------------ | ------------------------ | ------------------ |
|           | 1         | 10        | 3 de junio de 2012       | 12 de agosto de 2012     | A&E                |
|           | 2         | 13        | 27 de mayo de 2013       | 26 de agosto de 2013     | A&E                |
|           | 3         | 10        | 2 de junio de 2014       | 4 de agosto de 2014      | A&E                |
|           | 4         | 10        | 10 de septiembre de 2015 | 10 de septiembre de 2015 | Netflix            |
|           | 5         | 10        | 23 de septiembre de 2016 | 23 de septiembre de 2016 | Netflix            |
|           | 6         | 10        | 17 de noviembre de 2017  | 17 de noviembre de 2017  | Netflix            |